# Откуп
О́ткуп — система сбора с населения налогов и других государственных доходов, при которой государство за определённую плату передаёт право их сбора частным лицам (откупщикам).
В руках откупщиков часто накапливались огромные богатства, так как собранные ими налоги и сборы с населения в 2—3 раза превышали средства, вносимые в казну.
Существовали следующие виды откупов:
- областные (в рамках города, района)
- специальные (откупы отдельных налогов, например пошлин, доходов от винной монополии)

Впервые откупы получили распространение в Древнем Иране (VI в. до н. э.), в Древней Греции и Древнем Риме (II в. до н. э.).
В средние века были распространены во Франции (с XIII в.), в Голландии, Испании, Англии. Откупы явились одним из важных источников первоначального накопления капитала.
Широкое распространение имели откупы в Османской империи с конца XVI — начала XVII вв. (они были ликвидированы в 1925 г.), в Иране (с X—XII вв., существовали до 20-х — 30-х гг. XX века), в Индии (с XIII—XIV вв., сохранялись ещё в XIX веке).
Откупы сохранились в своеобразных формах в Италии и в XX веке в виде взимания некоторых налогов частными банками, сберкассами. В США (в конце XIX — начале XX вв.) существовали формы откупов при взимании налоговых недоимок.

## В античных государствах
Во всех государствах Древней Греции сбор налогов отдавался на откуп частным лицам. В Афинах откупщики часто образовывали большие компании на паях. Сбор производился либо самими откупщиками, либо через наёмных слуг или рабов. За контрабандой следили сами откупщики и в предупреждение её могли производить обыски, вследствие чего не пользовались любовью населения. За неплатёж в срок откупщики лишались гражданства, подвергались аресту и могли подвергнуться конфискации имущества.
В Риме большая часть налогов отдавалась на откуп с торгов, происходивших ежегодно на форуме, под водружённым копьём (Гаста — знак аукциона или торгов). Откупщики или публиканы (publicani, от publica = государственные доходы) могли просить сенат (позже — иногда и народ) отменить торги и назначить новые, если цифра, которую они должны были платить, была несоответственно велика. Откуп требовал значительных денежных средств, вследствие чего оказывался под силу лишь капиталистам всаднического ценза, особенно с тех пор, как сенаторам было воспрещено заниматься денежными делами. Когда недостаточно было капиталов одного лица, составлялись компании (societates), бравшие в Италии и провинциях на откуп разные доходы; впервые они упоминаются в 217 г. до н. э. Один член компании, от лица всех, заключал условие откупа: он назывался manceps. Во главе компании стояли ежегодно сменявшиеся magistri. Число низших и второстепенных служащих было очень велико; это были, большей частью, вольноотпущенники и рабы, но не гнушались этим занятием и граждане. Откупщики и податное население иногда заключали между собою условия, но в общем откуп сильно угнетал провинциалов и даже жителей Италии; апелляция в Риме приносила мало пользы, тем более, что наместники провинций, обыкновенно должники публиканов, всячески покровительствовали им. Будучи силой в государстве, публиканы легко добивались смещения неугодных им лиц. В императорское время сохранились те же неустройства, хотя наместником дано было право налагать на публиканов административные наказания. Под конец существования Римской империи на откуп стали сдаваться лишь таможенные пошлины.

## В новое время

### Франция
Во Франции с XIII века сбор большей части налогов был отдан частным лицам во всех частях королевства. Условия откупа не подлежали никаким общим нормам; в большинстве случаев король даже не знал, как доходны отдельные статьи, сдававшиеся на откуп.
Первая попытка упорядочить откупы во Франции сделана была министром Сюлли при короле Генрихе IV. Он соединил по группам схожие предметы откупа и отдельные группы стал отдавать на откуп с торгов; эти меры дали чрезвычайно благоприятные финансовые результаты. В это время составились четыре группы отдававшихся на откуп доходов:
- таможни (fr:Cinq Grosses Fermes),
- акциз на напитки (aides),
- соляной налог (gabelles) в большей части Франции,
- соляной налог в Лангедоке.

Было ещё 18 небольших местных статей откупа.
Ж.-Б. Кольбер закончил в 1681 году реформу Сюлли, передав обществу 40 финансистов, за ежегодную сумму в 56 670 тыс. ливров, права, раньше принадлежавшие отдельным откупщикам.
Генеральный откуп
Окончательно компания откупщиков была организована при министре Андре-Эркюль де Флёри (1726); решено было, что в число откупщиков не мог входить никто помимо имевших грамоту короля на звание генерального откупщика (fermier général) со сроком действия 6 лет.
А. Тюрго отменил подарок в 100 000 ливров, который до него делался генеральному контролёру при возобновлении договора; он добился также постановления, чтобы больше не назначались пенсии из средств откупщиков.
Неккер сохранил откуп лишь для таможен, соляного акциза и табачной монополии; налог на напитки и земельные сборы были отданы на откуп двум другим компаниям (Régie générale и Administration générale des domaines). Эта реформа подняла к 1786 году доход с косвенных налогов до 242 млн.
В 1789 году все генеральные откупщики вместе внесли в казну всего 46 млн ливров; между тем известно, что доходы их доходили в 1728 году до 80 млн, в 1762 году — 126 млн, в 1789 году — 138 млн ливров. Французское общество относилось к их хозяйничанью крайне враждебно, пресса выражала лишь общее мнение, представляя откупщиков как синдикат грабителей, делящих свою добычу с королевским двором. Наиболее сильно, однако, возбуждал неудовольствие сам характер налогов, сдававшихся на откуп, внутренние таможни, отделявшие провинцию от провинции, назойливость и наглость шпионов, содержавшихся откупщиками для выслеживания контрабандистов, строгие наказания контрабандистов.
Французская революция в 1789 году объявила генеральные откупы упразднёнными, а революционный трибунал 19 флореаля II года (8 мая 1794 года) приговорил всех откупщиков (31 человека) к смерти, кроме одного, вычеркнутого Робеспьером из списка, и приговор был приведён в исполнение. Среди казнённых был откупщик Лавуазье, ныне считающийся основателем современной химии.

### Монгольский период
Сразу после установления монгольского владычества в северо-западной Руси (середина XIII в.) дань с русских княжеств собирали мусульмане-«бесермены», откупавшие это право у монголов. Эта практика вызывала частые восстания, поэтому монголы решили передать сбор дани самим русским князьям. Так, после совместного с монголами подавления тверского восстания (1327) московский князь Иван I Калита получил от хана Золотой Орды не только ярлык на Великое княжение, но и должность генерального откупщика по сбору дани в других русских княжествах. Это назначение принесло Ивану и его наследникам значительные доходы и позволило Москве занять доминирующее положение на русских землях, подвластных Орде.

### XV—XIX века
В этот период большое развитие получили таможенные, соляные, винные откупы. Винные откупы были введены в XVI веке и наибольшее значение приобрели в XVIII—XIX веках. Доход казны от питейного налога составлял свыше 40 % суммы всех налогов государственного бюджета. Причём в некоторых губерниях процент дохода с питейного налога варьировался до астрономических величин, так, например, в Черниговской губернии в начале Первой мировой войны поступления в казну с питейного налога в шесть раз превышали поступления с поземельного налога.
При Екатерине II была учреждена комиссия для рассмотрения винных и соляных сборов, высказавшаяся исключительно в пользу откупа, что и было объявлено манифестом 1 августа 1765 года. С 1767 года откупы введены повсеместно (кроме Сибири) с отдачею их с торгов на 4 года. Вино (то есть водку, которая называлась «хлебным вином») откупщики частью получали от казны, частью могли иметь своё. Кабаки велено было называть «питейными домами» и поставить на них государственные гербы, «яко на домах под нашим защищением находящихся». Служба откупщиков признана государственной (они — «коронные поверенные служители»). С учреждением казённых палат в 1775 году местное заведование питейным делом было поручено им. По «уставу о вине» 1781 года вино для откупщиков заготовляла казённая палата с казённых или частных заводов, смотря по тому, что выгоднее.
Вино поступало в казённые магазины, откуда оно отпускалось в питейные дома. Доход казны после издания устава 1781 года дошёл до 10 млн рублей, но вскоре вследствие злоупотреблений откупщиков он стал понижаться. Злоупотребления обусловливались самим законом: откупщики обязывались продавать вино по той же цене, по какой они получили его от казны, платя, сверх того, откупную сумму; очевидно, что выгоды откупной операции могли образоваться только путём корчемства и ухудшения качества вина.
С 1799 года заготовление вина предоставлено было самим откупщикам, с правом хранить вино, где им угодно. Откупы отдавались уездами и губерниями; платя помесячно откупную сумму, откупщик пользовался всей выручкой от продажи питей и закусок; торги производились каждые 4 года.
Вследствие злоупотреблений откупщиков и увеличения пьянства, в 1805 году учреждён был комитет для изыскания мер к ограничению размножения кабаков при сохранении питейного дохода в прежней величине, составлявшего в то время около 12 млн рублей, что составляло 1/4 всего государственного дохода. Предположения комитета легли в основание откупных условий на 1807—1811 годы, заключавшихся в следующем: откупщики продают вино казённой и собственной заготовки; в первом случае они обязаны выбирать определённую пропорцию по казённой заготовительной цене; во втором случае вино может быть и собственных заводов, если откупщик — дворянин; откупная сумма вносится через каждые полмесяца; на водку была установлена определённая цена.
Откупная сумма на 4-летие 1811—1815 годов составила больше 53 млн рублей в год, но разорение 1812 года, увеличение податей и повинностей привели к уменьшению потребления питей и к накоплению недоимок откупщиками, отчасти злонамеренному. Главный убыток они понесли от удвоения заготовительной цены на вино (вместо 50 коп. — по 1 руб. за ведро). В условиях на 1815—1819 годов откупщикам было предложено заготовлять вино самим, но на казённые деньги, что сделало их комиссионерами казны. Заготовительная цена назначалась определённая; была ли она выше или ниже действительной цены — это дело откупщика; продажная цена вину была увеличена до 7 рублей.
Вследствие неудобств и злоупотреблений откупной системы правительство по предложению министра финансов Гурьева пришло к мысли о введении системы казённой продажи вина в виде переходной меры для замены откупной системы акцизною. Казённая продажа вина введена была уставом 1817 года и существовала 10 лет.
Однако с 1827 года по настоянию министра финансов Е. Ф. Канкрина правительство вновь перешло к откупной системе. По новым условиям откупная сумма составляла свыше 72 3/4 млн рублей в год; заготовку вина казна брала на себя. Откупщики обязаны были выбирать его по цене, близкой к заготовительной, а что требовалось свыше заготовленного, то они могли покупать у заводчиков или изготовить сами, если имели право винокурения. Сверху того, им было предоставлено выделывать безакцизно всякие водки, а также пиво низших сортов, содержать в пределах своих откупов корчемную стражу и иметь своих смотрителей на винокуренных заводах. По условиям на 1839—1843 годы откупная сумма составляла свыше 39,5 млн рублей серебром, но многие откупщики оказались неисправными, так что к 1843 году оказалось недоимок 10 3/4 млн рублей. Для рассмотрения положения дел и просьб откупщиков был учреждён в марте 1844 года секретный комитет, не изменивший сущности прежних условий.
В том же 1844 году правительству был представлен В. А. Кокоревым проект изменения откупной системы, дурное устройство которой, по словам автора, вело к тому, что «часть денег остаётся не выбранною из капитала, обильно вращающегося в народе». Проект этот послужил основанием «положения об акцизно-откупном комиссионерстве» на 1847—1851 годы, по которому каждый город с уездом составлял питейный откуп, так называемые акцизные статьи отдавались с торгов, причём взявший их делался и комиссионером продажи казённого вина; каждый откуп получал определённую ежемесячную пропорцию вина, отпускаемую откупщику по 3 рубля (полугар) и по 4,5 рубля (улучшенный полугар для настоек) за ведро; комиссионер получал за комиссию и на расходы с вина в 4,5 рубля по 25 копеек с ведра и, сверх того, со всего вообще вина от 10 до 15 %; за вино, выбранное сверх пропорции, ему делалось 50 % уступки; вино откупщик получал в виде спирта и разсиропливал сам; продавать вино он был обязан установленной крепости и по установленной цене, водки, пиво и мёд — по вольным ценам. Злоупотребления комиссионеров вызвали образование в 1852 году нового секретного комитета, но вследствие наступления Крымской войны правительство, опасаясь уменьшения дохода при перемене системы, решилось оставить откупы в прежнем виде. Они были сданы в 1854 году за 59 млн рублей, в 1856 году — за 64,6 млн рублей, в 1858 году — за 91,6 млн рублей. Чтобы возместить убытки, откупщики прибегли к произвольному возвышению цен и к отказам потребителям в отпуске простого вина; последние в виде протеста стали образовывать общества трезвости и летом 1859 такие общества действовали уже в 32 губерниях; во многих местах происходили беспорядки и вследствие этого около 3 тысяч кабатчиков было разорено. Своим специальным указом министр финансов запретил антиалкогольные сходы и даже требовал «существующие приговоры о воздержании от вина уничтожить и впредь не допускать». В мае 1859 крестьяне приступили к разгрому питейных заведений и волнениям в 15 губерниях, но были подавлены войсками. Это движение подробно описывалось писателем и публицистом А. И. Герценом в революционной газете «Колокол» и в приложении «Под суд!» и даже было упомянуто в Большой советской энциклопедии.
Все это побудило правительство положить конец откупной системе, которая была отменена в 1863 году и заменена акцизами.

## Известные откупщики
- Гинцбург, Евзель Гавриилович
- Жакоб из Пон-Сен-Максанса
- Михаил Шейтаноглу Кантакузин
- Кокорев, Василий Александрович
- Лавуазье, Антуан Лоран
- Юдин, Геннадий Васильевич